# Pomnik Żegoty w Warszawie
Pomnik Żegoty – obelisk znajdujący się na warszawskim Muranowie pomiędzy pomnikiem Bohaterów Getta i Muzeum Historii Żydów Polskich.

## Opis
Monument, odsłonięty 27 września 1995 przez Władysława Bartoszewskiego, upamiętnia działalność i walkę Rady Pomocy Żydom w czasie II wojny światowej. Został zaprojektowany przez Hannę Szmalenberg i Marka Moderau.
Na płycie pomnika wyryto napis w językach polskim, angielskim i hebrajskim: 

1942 – Żegota – 1945. Organizacja utworzona przez Polskie Państwo Podziemne dla ratowania Żydów w czasach Holocaustu, wśród jej podobnych działających w okupowanej Europie była jedyną finansowaną przez swój Rząd, Rząd Rzeczypospolitej Polskiej na Uchodźstwie.

Budowa została sfinansowana ze środków Polonii amerykańskiej. Obok pomnika rośnie dąb – Drzewo Wspólnej Pamięci Polaków i Żydów – posadzony w 1988 w trakcie obchodów 45. rocznicy powstania w getcie warszawskim.

## Otoczenie
- Ławeczka Jana Karskiego
- Trakt Pamięci Męczeństwa i Walki Żydów